# Bernhard Kühn

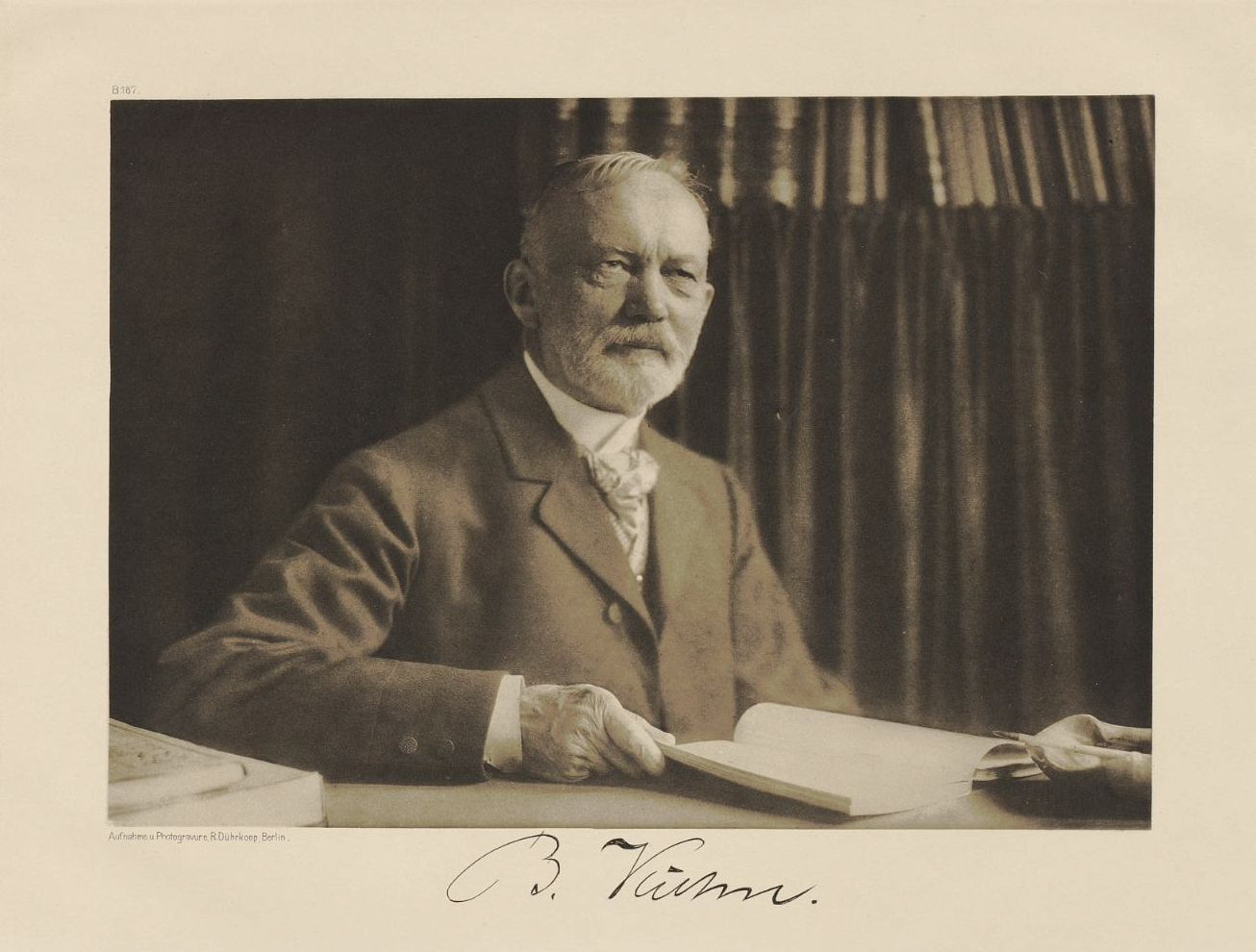
Bernhard Kühn, 1907, Foto von Rudolf Dührkoop

Bernhard Heinrich Kühn (* 26. September 1838 in Falkenhain, Niederschlesien; † 12. Februar 1917 in (Berlin-)Charlottenburg) war ein deutscher Architekt, der als Hochschullehrer an der Technischen Hochschule (Berlin-)Charlottenburg wirkte und zeitweilig deren Rektor war.
Ab 1869 lehrte Kühn zunächst als Hilfslehrer und ab 1872 als Privatdozent an der Berliner Bauakademie, die 1879 auf die Technische Hochschule überging. Er vertrat die Lehrgebiete Einrichtungen und Konstruktion einfacher Gebäude und Entwerfen öffentlicher Gebäude. Von 1879 bis 1908 war er „etatmässiger Professor“ in der Abteilung I für Architektur auf dem Lehrstuhl für Entwerfen von Hochbauten. Mehrfach leitete Kühn ein Studienjahr lang als Dekan diese Abteilung; im Studienjahr 1882/1883 war er Rektor der Technischen Hochschule, anschließend drei Jahre lang Prorektor. Kühn wurde zum 30. Juni 1908 emeritiert und trug zuletzt auch den Ehrentitel eines (königlich preußischen) Geheimen Baurats.
Zu den nach seinen Entwürfen entstandenen Bauwerken zählte das 1877–1883 entstandene Gebäude des preußischen Kultusministeriums (Unter den Linden 4) sowie die Immanuelkirche in Berlin.